# Thomas Audley, 1:e baron Audley av Walden

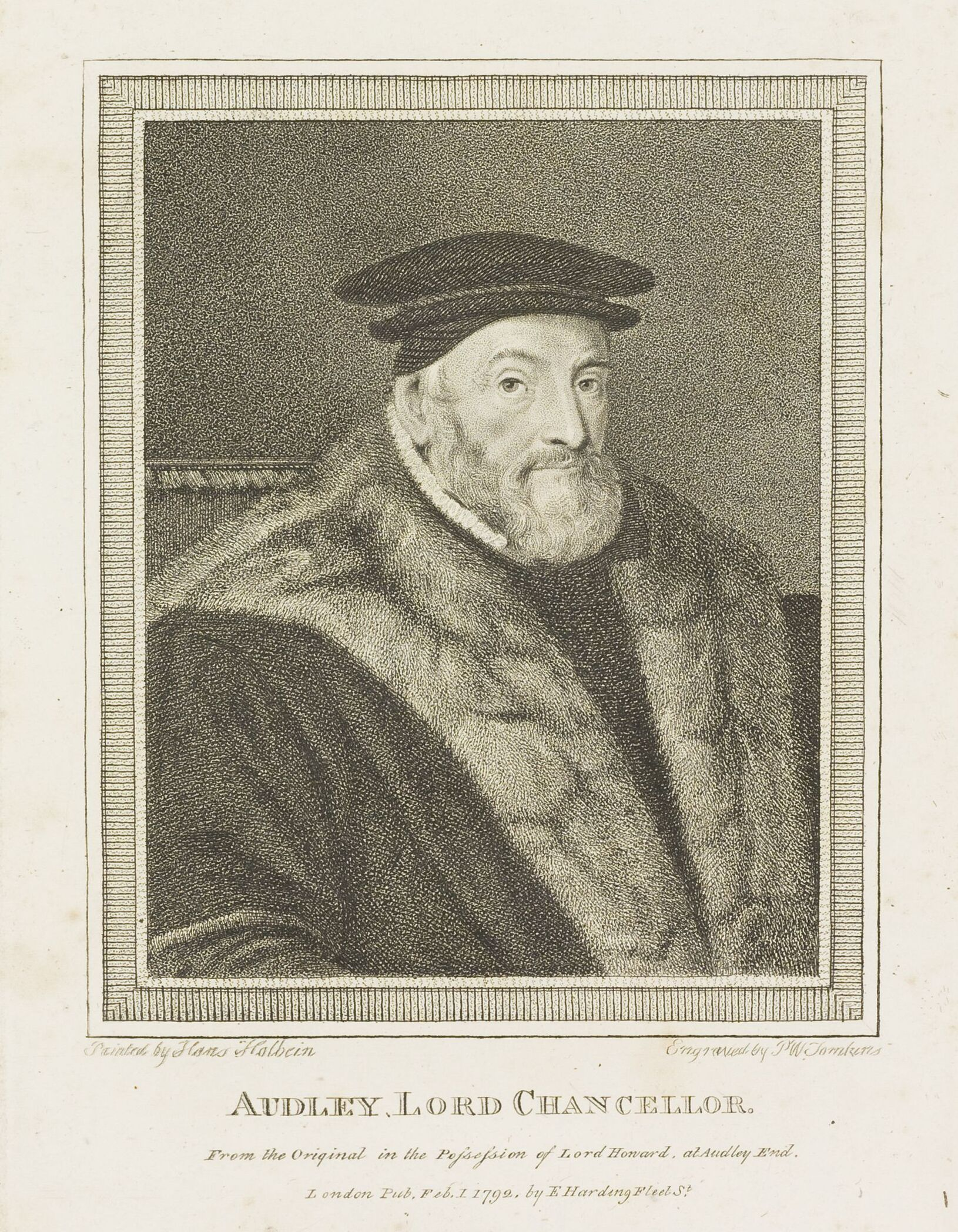
Thomas Audley, 1. baron Audley av Walden

Thomas Audley, 1:e baron Audley of Walden, född omkring 1488 Earls Colne, död den 30 april 1544, var lordkansler i England. 
Han studerade juridik och arbetade som tjänsteman i Colchester och fredsdomare i Essex 1521. År 1523 valdes han in i parlamentet och 1527 blev han kammarjunkare och en del av Thomas Wolseys hushåll. Då Wolsey föll i onåd 1529 blev Audley Chancellor of the Duchy of Lancaster och senare samma år talman i Underhuset och ordörande för Reformationsparlamentet, då påvens jurisdiktion över England hade avskaffats.
År 1531 blev han  serjeant-at-law, vilket var den högsta rangen bland engelska jurister. Han efterträdde Thomas More som Lord Keeper of the Great Seal ("storsigillbevarare) och rikskansler, ett ämbete som han utsågs till 26 januari 1533. 
Audley stödde kungens skilsmässa från Katarina av Aragonien och hans nya äktenskap med Anne Boleyn. Han deltog även i rättegången mot Anne Boleyn och bevittnade hennes avrättning. Han lade fram en ny tronföljdslag där prinsessan Elisabet förklarades illegitim och Jane Seymours avkomma legitim. År 1537 dömde han ledarna för Pilgrimage of Grace till döden. Den 29 november 1538 fick han titeln Baron Audley av Walden. Han var Lord Steward vid rättegångarna mot Henry Pole, 1:e baron Montagu och Henry Courtenay, 1:e markis av Exeter.  Den 24 april 1540 blev han riddare av Strumpebandsorden. Han skötte fallet med Thomas Cromwell och upplösandet av kungen äktenskap med Anna av Kleve.
I samband med klosterupplösningen fick han många egendomar däribland Christ Church i London och klostret i Walden Essex. Hans barnbarn Thomas Howard, 1:e earl av Suffolk byggde Audley End där. Audley var först gift med Christina, dotter till sir Thomas Barnardiston och senare med Elizabeth, dotter till Thomas Grey, 2:e markis av Dorset. Han fick två döttrar med sin andra maka.  
Han avgick som storsigillbevarare 21 april 1544 och avled nio dagar senare. Han begravdes i Saffron Walden, där han förberett ett storslaget gravmonument.